# Морискау (Каљари)
Морискау је насеље у Италији у округу Каљари, региону Сардинија.
Према процени из 2011. у насељу је живело 105 становника. Насеље се налази на надморској висини од 28 м.